# Сапунджи джамия
Сапунджи джамия (на турски: Sapunci Cami, на македонска литературна норма: Сапунџи џамија) е бивш мюсюлмански храм в град Битоля, Северна Македония.

## Местоположение
Джамията е била разположена между Дебой хамам и Сунгур Чауш бег джамия и е била обиколена от ковашки дюкяни.

## История
Джамията е спомената за пръв път в 1639 година, когато е назначен в нея мюезинът Юмер. По-късно е разрушена. Смята се, че е изградена от член на семейството Сапунджизаде. Към него принадлежал Хюсеин Хасан, борец за разпространението на ислям, погребан някъде в Кара Оглан махала. Гробът му се смятал за свято място и бил често посещаван.
Джамията по-късно е разрушена.